# Jacques Schwarz-Bart
Jacques Schwarz-Bart (Les Abymes/Pointe-à-Pitre, 22 december 1962) is een uit Guadeloupe afkomstige, in de Verenigde Staten wonende jazzsaxofonist.

## Biografie
Schwarz-Bart, zoon van het schrijvers-echtpaar Simone en André Schwarz-Bart, groeide op met Caraïbische muziek. Op 6-jarige leeftijd leerde hij in Zwitserland de jazzmuziek kennen en begon op 11-jarige leeftijd op te treden met jazzmuzikanten uit Lausanne. Hij bezocht daarna de School of Government op Guadeloupe en was op 24-jarige leeftijd assistent van een afgevaardigde in Parijs.
In 1989 ging hij naar de Verenigde Staten, waar hij studeerde aan de Berklee School of Music. Na afsluiting van de studie in 1994 werd hij lid van de band van Giovanni Hidalgo, waarmee hij het album Time Shifter opnam. Het daaropvolgende jaar volgden opnamen met Danilo Pérez, Fernando Huergo, Pamela Hines en Bob Moses. 
In 1996 vestigde hij zich in New York, waar zijn samenwerking met Roy Hargrove begon. Na opnamen met Olivier Hutman en Sasi Shalom begeleidde hij in 1998 de Haïtiaanse band Tabou Combo. Het daaropvolgende jaar verscheen zijn eerste eigen album Immersion.
In 2000 toerde hij met D'Angelo en nam hij met de zangeres en bassiste Meshell Ndegeocello een album op, dat in 2002 verscheen. In hetzelfde jaar werkte hij een tournee af met James Hurt en een Antillen-tournee met Andy Narell, Christian Amour, Raymond d'Huy en Raymond Grégo. 
Na optredens en opnamen met de jazzfunkband Soulive met Mario Canonge, Jean-Philippe Fanfant, Michel Alibo, Dominique Bérose, Raymond d'Huy, Raymond Grégo en Richard Bona startte hij in 2002 The Brother Jacques Projekt, waarmee tijdens het opvolgende jaar het album Inspiration ontstond. Hij nam dan onder Hargrove het album Hard Grove en onder Ari Hoenig het album The Painter op en presenteerde hij eind 2003 tijdens het Festival Jazz à Pointe-à-Pitre met Franck Nicolas het project Jazz-Ka Philosophy. Bovendien ontstond in New York en op Guadeloupe met Soné Ka-La een album, dat de traditionele gwoka-muziek van Guadeloupe met de jazzmuziek verenigd. In 2014 verscheen het album Jazz Racine Haiti. Verder werkte hij met Reggie Washington, Sangoma Everett, Omar Sosa en met zijn echtgenote, de zangeres Stephanie McKay.

## Discografie
- 1999: Immersion (met James Hurt, Ari Hoenig, Masa Kamaguchi, François Moutin, Johannes Weidenmüller)
- 2003: Inspiration (met Stephanie McKay, Jason Lindner, Terreon Gully, Jonathan Maron, Me'shell Ndegeocello)
- 2006: Soné Ka-La (EmArcy, met Lionel Loueke, Milan Milanhovic, Sonny Troupé, Olivier Juste, Jean-Pierre Cocquerel, Admiral T, Mark Kelley, Patrice Blanchard, Vicente Archer)
- 2008: Abyss (Universal Music, met Elisabeth Kontomanou, John Scofield, Reggie Washington)
- 2010: Rise above (Dreyfus Jazz)
- 2012: The Art of Dreaming (Aztec Music)
- 2014: Jazz Racine Haïti (Motema/Harmonia Mundi)
- 2018: Hazzan (yellowbird/Enja Records, met Grégory Privat, Stéphane Kerecki, Arnaud Dolmen, David Linx, Darren Barrett)

- Bibliothèque nationale de France: cb142255362 (data)
- Gemeinsame Normdatei: 135461006
- International Standard Name Identifier: 0000 0001 0717 8520
- Library of Congress Control Number: no97062863
- MusicBrainz: 6e252161-3aff-4cbb-9fc7-69699bbd312d
- Nationale Bibliotheek van Tsjechië: xx0129529
- Système universitaire de documentation: 178392367
- Virtual International Authority File: 10060480
- WorldCat: E39PBJvmJQBDRRbkTfBCgMbWXd